# 이도군
이도군은 대한민국의 배우이다.

## 영화
- (2017년) 《범죄도시》 ... 경유 역
- (2019년) 《악인전》 ... 광수대 1 역
- (2019년) 《롱 리브 더 킹: 목포 영웅》 ... 철거용역 역